# 磁化内衬惯性核聚变

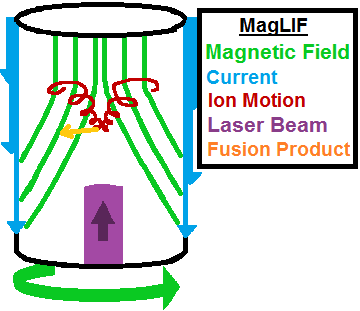
MagLIF的概念

磁化内衬惯性核聚变（英語：Magnetized Liner Inertial Fusion, MagLIF），是一种产生能量的方法，该方法用100纳秒的电脉冲产生强烈的Z-pinch磁场，向内压碎装有燃料的圆柱形金属衬管（空腔）。电流通过这个金属管。金属管内爆之前，里面的聚变燃料（如氘-氚）被激光预热，并且这些燃料被包在一个磁场里。桑迪亚国家实验室正在利用Z脉冲功率设施（Z机）产生的能量来探索这种方法的可能性。
磁化内衬惯性核聚变既具有惯性约束聚变（使用激光和脉冲压缩）的特性，也有磁约束聚变（利用强力磁场约束等离子体并抑制热传导）的特性。发表于2012年的LASNEX计算机程序模拟的结果是，设施电流达到70兆安时，就能够产生所消耗能量1,000倍的能量，这是一个很壮观的前景。而60兆安的设施则会产生100倍的收益。桑迪亚国家实验室目前的实验设施，即Z脉冲功率设施（Z机），可达到27兆安电流，这可产生稍多于盈亏平衡点的能量，同时还可以验证计算机模拟的结论。Z机器在2013年11月进行了磁化内衬惯性聚变实验，预期2018年使用氘-氚燃料达到盈亏平衡。
桑迪亚实验室计划完成以下实验后继续做点火实验：
1. 大量能量输入时衬管不至于过快破裂。最新实验已明显证实了这一点。这种障碍是磁化内衬惯性核聚变初始设想最为关注的问题。
2. 激光预热能够正确地加热燃料——由2012年12月开始的实验确认这一点。
3. 磁场由位于空腔上下的一对线圈产生，用来约束预热过的燃料，更重要的是抑制热传导，防止目标靶过早变形。

完成这些实验后，2013年11月开始集成实验。实验得到了1010个高能中子，这可以与国家点火装置（NIF）在大约同样长时段内得到的1016个高能中子做对比。预期在2018年达到使用氚-氘燃料能量平衡的实验目标。
截至2013年11月，桑迪亚国家实验室该设施已达到以下性能：
1. 10特斯拉磁场
2. 2千焦耳激光
3. 16兆安电流
4. 氘-氘燃料

为了实现科学上的盈亏平衡，该设施正在做为期5年的升级，目标是：
1. 30特斯拉磁场
2. 8千焦耳激光
3. 27兆安电流
4. 氘-氚燃料处理

## 参阅
- 國家點火設施(NIF)
- 桑迪亚国家实验室
- 惯性约束聚变(ICF)